# Judith Butler
Judith Butler (Cleveland (Ohio), 24 februari 1956) is een Amerikaans filosoof en feminist. Die is hoogleraar politieke theorie en vergelijkende literatuurwetenschap aan de Universiteit van Californië - Berkeley en hoogleraar filosofie (Hannah Arendt Chair) aan de European Graduate School in Saas-Fee.
Butler is bekend geworden met twee boeken over gender, Gender trouble en Bodies that matter, waarin die betoogde dat de huidige ideeën en gevoelens over sekse geregeerd worden door gender als maatschappij-ordenend principe, waarbij heteroseksualiteit de algemeen geldende norm is. Alle andere vormen van seksuele identiteit worden vaak niet erkend en geaccepteerd en zijn in vele landen zelfs een reden tot uitsluiting en onderdrukking. Butler stelt dat "masculiene en feminiene rollen niet biologisch vastliggen, maar een sociale constructie zijn". Diens werk is van grote invloed gebleken op de manier, waarop gender en seksualiteit op de (politieke) agenda zijn gekomen.
Butler is non-binair en gaf in 2020 aan er de voorkeur aan te geven om (in het Engels) aangeduid te worden met het genderneutrale voornaamwoord 'they'. Die gaf in 2020 ook aan zich nooit thuis gevoeld te hebben in het toegekende gender 'vrouw'.

## Biografie
Butler groeide op in een Joods gezin van Hongaars/Russische afkomst. Diens ouders waren zeer actief in het politieke debat. Ze bezaten een aantal bioscopen. De generatie Amerikaanse Joden waartoe Butler behoort probeerde te assimileren. Voor diens ouders betekende dat dat zij zich zoveel mogelijk probeerden te gedragen als sterren in Hollywoodfilms.
Op veertienjarige leeftijd maakte Butler kennis met filosofie doordat de rabbijn in de lokale synagoge over de denkwereld van Martin Buber en Baruch Spinoza vertelde. Die verdiepte zich in Spinoza en andere filosofen. Na de middelbare school studeerde die filosofie aan het Bennington College in Vermont, aan de Yale Universiteit en, met een Fullbrightstudie-beurs, in Heidelberg, onder meer bij Hans-Georg Gadamer. Butler kreeg het idee voor een proefschrift na het lezen van Hegel's Phänomenologie des Geistes, onder andere over de tweespalt tussen het (seksueel) verlangen en de erkenning als mens. Dit krachtenveld is diens centrale thema (naar eigen zeggen), naast feminisme en gender.
Butlers eerste boek, Subjects of Desire: Hegelian Reflections in Twentieth-Century France, werd gepubliceerd in 1987, en is een bewerking van diens proefschrift. Daarna heeft die nog tientallen boeken en artikelen over gender, politiek, kwetsbaarheid en gelijkberechtiging gepubliceerd.

## Gender trouble
Butlers boek Gender Trouble: Feminism and Subversion of Identity (1990) is een pleidooi voor vrije keuze ten aanzien van hoe men het eigen lichaam en leven vorm geeft. In het boek stelde die dat de maatschappij gebukt gaat onder het juk van heteroseksualiteit, en dat deze de rangorde tussen mensen bepaalt. "Zij die niet aan de norm voldoen worden gezien als onbegrijpelijk en abject; ze worden gemarginaliseerd en bedreigd". Die beschreef het "structurele geweld dat wordt uitgeoefend door de scheiding der seksen louter in man of vrouw" en stelde de vraag waarom "de in principe onuitputtelijke schakeringen van verlangen en lichamelijkheid altijd gereduceerd worden tot hetero- en homoseksualiteit".
Butler stelt dat het begrip gender ruimer is dan de verschillen die zich voordoen op het vlak van chromosomen, hormonen, uitwendige geslachtskenmerken of inwendige voortplantingsorganen. Die betoogt dat het geweld dat voortkomt uit heteroseksualiteit als norm vooral diegenen treft die niet kunnen of willen voldoen aan deze eenduidige tweedeling van de seksen.
Het taboe rust met name op homoseksualiteit. Tijdens de Aidscrisis in de jaren negentig is het thema HIV/Aids nog nauwelijks bespreekbaar. Butler maakte mee dat mensen hun geliefden zagen sterven en daar niet over konden praten met hun familie en collega's. Het verlies werd niet geaccepteerd omdat homoseksualiteit niet werd geaccepteerd. Butler noemde dit ontkenning van liefde en lijden; zelfs de mogelijkheid tot (openbare) rouw is oneerlijk verdeeld.
Gender Trouble heeft het denken rond sekse en gender fundamenteel veranderd.
Sociologe Emma Brunt bekritiseert Butlers taalgebruik in Gender Trouble als een "in onnavolgbare orakeltaal geschreven academische verhandeling, die ervan uitgaat (...) dat het onderscheid tussen mannen en vrouwen veeleer een 'mentale constructie' is." Brunt ziet het boek als pleidooi voor "subversief gedrag, zoals crossdressing en andere 'overtredingen' op gendergebied". Het doel zou zijn dat uiteindelijk iedereen androgyn is.

## Performativiteit
Performativiteit is dankzij Butler een bekend begrip in de filosofie geworden: "de wereld wordt gevormd door de manier waarop we over de wereld spreken". Wanneer het over gender gaat, is de rol van taal belangrijk, zoals bijvoorbeeld persoonlijk voornaamwoorden (hij/zij/genderneutrale voornaamwoorden), karakteriseringen (stoer/lief), gestuurde handelingen ('jongens huilen niet'), kleding of kleurencodes (blauw/roze). Butler noemt het gescripte handelingen.
Verder betoogt Butler dat het leven bestaat uit discursief gedrag; dit betekent dat men bepaalde zaken logisch en consistent verricht. In de omgang met anderen, scholing en werk voelen wij ons gebonden aan bepaalde regels en normen. Ze vormen de conventies, waaraan men zich behoort te houden en waarvan men niet afwijkt . In die zin spreekt Butler over de wet van de seksualiteit, waarbij heteroseksualiteit de norm is en de daarmee verbonden macht in handen heeft. Deze 'wet' bepaalt ook onze herkenbaarheid als mens. Een ieder die niet aan deze normen voldoet wordt als bedreigend gezien en weet zich onbegrepen.
Maar langzamerhand worden in het westen uitsluiting en vernedering omgezet in zichtbaarheid en zelfbewustzijn. In dit emancipatieproces, benadrukt Butler, spelen de politiek en de wetenschap ook een belangrijke rol.
Butler doet ook suggesties voor concrete handelingen, zoals de verwijzing naar de wijze waarop homo- en lesbiennerechten sinds een aantal jaren hoe langer hoe meer ingezet worden voor het 'beschavingsdenken' in het essay in Is Critique Secular?. In dit verband noemt die de Nederlandse context, waar de houding tegenover homoseksualiteit deel is van het inburgeringsexamen.
Het boek Undoing Gender (2004) is beïnvloed door en tegelijkertijd een bijdrage aan de nieuwe Genderpolitiek, die zich bezighoudt met zaken als transgender, transseksualiteit en intersekse.
Butlers idee van performativiteit heeft ook kritiek gehad, bijvoorbeeld van de Amerikaanse filosoof Nancy Fraser, die het woord hekelde als een "self distancing idiom". Volgens Fraser maakt de complexe, afstandelijke en "elitaire" taal van Butler en de focus op performativiteit het onmogelijk om op een alledaagse manier te praten over ervaringen die iedereen heeft.

## Kwetsbaarheid
Sinds 2000 richt Butler zich op oorlog, geweld en verantwoordelijkheid. Ook zet die zich actief in voor de Occupybeweging.
Gebrek aan erkenning bij seksuele minderheden zette Butler op het spoor van een ander thema: de kwetsbaarheid, in filosofische en politieke zin, van onderdrukte groepen. Dit komt terug in het boek Precarious Lives. The Power of Mourning and Violence (2004). Wat voor mensen en hun kwetsbaarheid geldt, is ook van toepassing op landen. Na de aanslagen op 11 september 2001 ziet Butler dat de politici in de Verenigde Staten zich vooral uitlaten over de onoverwinnelijkheid en de onkwetsbaarheid van de VS. Het lijkt die van groter belang om juist de kwetsbaarheid en onderlinge afhankelijkheid van alle landen ter wereld te onderstrepen en daarvoor internationale regels op te stellen. Slachtoffers van oorlog en geweld zijn een belangrijk thema in Butlers boek Frames of War. When Is Life Grievable? (2008), waarin wordt geconstateerd dat sommige slachtoffers blijkbaar meer recht hebben op aandacht en het tonen van verdriet dan anderen.
Butler voelt zich sterk gedreven door de ethische filosofie. We zijn allemaal mensen en leven samen binnen één gemeenschap. Dit betekent dat de we afhankelijk zijn van elkaar en verplichtingen tegenover elkaar hebben. Afwijkend seksueel verlangen kan ingewikkeld zijn voor mensen die anders denken (voelen) en roept soms vijandschap op, maar de behoefte aan wederkerigheid, in de zin van gelijke behandeling van iedereen, is onuitroeibaar.

### Boeken
- Butler, Judith (1999) [1987]. Subjects of desire: Hegelian reflections in twentieth-century France. New York: Columbia University Press. ISBN 9780231159982. [Her doctoral dissertation.]
- Butler, Judith (2006) [1990]. Gender trouble: feminism and the subversion of identity. New York: Routledge. ISBN 9780415389556.
- Butler, Judith (1993). Bodies that matter: on the discursive limits of "sex". New York: Routledge. ISBN 9780415903653.
- Butler, Judith; Benhabib, Seyla; Fraser, Nancy; Cornell, Drucilla (1995). Feminist contentions: a philosophical exchange. New York: Routledge. ISBN 9780415910866.
- Butler, Judith (1997). Excitable speech: a politics of the performative. New York: Routledge. ISBN 9780415915878.
- Butler, Judith (1997). The psychic life of power: theories in subjection. Stanford, California: Stanford University Press. ISBN 9780804728126.
- Butler, Judith (2000). Antigone's claim kinship between life and death. New York: Columbia University Press. ISBN 9780231518048.
- Butler, Judith; Laclau, Ernesto; Žižek, Slavoj (2000). Contingency, hegemony, universality: contemporary dialogues on the left. London: Verso. ISBN 9781859842782.
- Butler, Judith; Beck-Gernsheim, Elisabeth; Puigvert, Lídia (2003). Women & social transformation. New York: P. Lang. ISBN 9780820467085.
- Butler, Judith (2004). Precarious life: the powers of mourning and violence. London New York: Verso. ISBN 9781844675449.
- Butler, Judith (2004). Undoing gender. New York/London: Routledge. ISBN 9780203499627.
- Butler, Judith (2005). Giving an account of oneself. New York: Fordham University Press. ISBN 9780823246779.
- Butler, Judith; Spivak, Gayatri (2007). Who sings the nation-state?: language, politics, belonging. London New York: Seagull Books. ISBN 9781905422579.
- Butler, Judith; Asad, Talal; Brown, Wendy; Mahmood, Saba (2009). Is critique secular?: blasphemy, injury, and free speech. Berkeley, California: Townsend Center for the Humanities, University of California Distributed by University of California Press. ISBN 9780982329412.
- Butler, Judith (2009). Frames of war: when is life grievable?. London New York: Verso. ISBN 9781844673339.
- Butler, Judith; Habermas, Jürgen; Taylor, Charles; West, Cornel (2011). The power of religion in the public sphere. New York: Columbia University Press. ISBN 9781283008921.
- Butler, Judith; Weed, Elizabeth (2011). The question of gender Joan W. Scott's critical feminism. Bloomington: Indiana University Press. ISBN 9780253001535.
- Butler, Judith (2012). Parting ways: Jewishness and the critique of Zionism. New York: Columbia University Press. ISBN 9780231517959.
- Butler, Judith; Athanasiou, Athena (2013). Dispossession: the performative in the political. Cambridge, UK Malden, Massachusetts: Polity Press. ISBN 9780745653815.
- Butler, Judith (2015). Senses of the subject. New York: Fordham University Press. ISBN 9780823264674.
- Butler, Judith (2015). Notes toward a performative theory of assembly. Cambridge, Massachusetts: Harvard University Press. ISBN 9780674967755.

### Bijdragen aan boeken
- Butler, Judith (1982), "Lesbian S & M: the politics of dis-illusion", in Linden, Robin Ruth, Against sadomasochism: a radical feminist analysis, East Palo Alto, California: Frog in the Well, ISBN 9780960362837.
- Butler, Judith (1990), "The pleasures of repetition", in Glick, Robert A.; Bone, Stanley, Pleasure beyond the pleasure principle: the role of affect in motivation, development, and adaptation, New Haven: Yale University Press, ISBN 9780300047936.
- Butler, Judith (1991), "Imitation and gender insubordination", in Fuss, Diana, Inside/out: lesbian theories, gay theories, New York: Routledge, ISBN 9780415902373.
- Butler, Judith (1997), "Imitation and gender insubordination", in Nicholson, Linda, The second wave: a reader in feminist theory, New York: Routledge, pp. 300–316, ISBN 9780415917612.
- Butler, Judith (1997), "Gender is burning: questions of appropriation and subversion", in McClintock, Anne; Mufti, Aamir; Shohat, Ella, Dangerous liaisons: gender, nation, and postcolonial perspectives, Minnesota, Minneapolis: University of Minnesota Press, pp. 381–395, ISBN 9780816626496.
- Butler, Judith (2001), "Sexual difference as a question of ethics", in Doyle, Laura, Bodies of resistance: new phenomenologies of politics, agency, and culture, Evanston, Illinois: Northwestern University Press, ISBN 9780810118478.
- Butler, Judith (2001), ""Appearances aside"", in Post, Robert, Prejudicial appearances: the logic of American antidiscrimination law, Durham, North Carolina: Duke University Press, pp. 73–84, ISBN 9780822327134.
- Butler, Judith (1993), "Kierkegaard's speculative despair", in Solomon, Robert C.; Higgins, Kathleen M., The age of German idealism, Routledge History of Philosophy, Volume VI, London New York: Routledge, pp. 363–395, ISBN 9780415308786.
- Butler, Judith (2005), "Subjects of sex/gender/desire", in Cudd, Ann; Andreasen, Robin O., Feminist theory: a philosophical anthology, Oxford, UK Malden, Massachusetts: Blackwell Publishing, pp. 145–153, ISBN 9781405116619.
- Butler, Judith (2009), "Ronell as gay scientist", in Davis, Diane, Reading Ronell, Urbana: University of Illinois Press, ISBN 9780252076473. A collection of essays on the work of Avital Ronell.
- Blanchet, Nassia; Blanchet, Reginald (3 April 2010). "Interview with Judith Butler". Hurly-Burly: The International Lacanian Journal of Psychoanalysis. New Lacanian School. 3.
- Butler, Judith (2011), "Lecture notes", in Ronell, Avital; Joubert, Joseph, Georges Perros (Issue 983 of Collection Europe), Paris: Europe, ISBN 9782351500385. Details.